# Ємельянов Федір Григорович
Федір Григорович Ємельянов (нар. 23 серпня 1984, Дніпропетровськ, УРСР) — український футболіст, захисник та півзахисник.

## Життєпис
Вихованець футбольних шкіл «Дніпро-75» (Дніпропетровськ), «Дніпро» (Дніпропетровськ) та «Металург» (Запоріжжя), кольори яких захищав у юніорських чемпіонатах України (ДЮФЛ). У 2001 році розпочав дорослу футбольну кар'єру в аматорських клубів «Оріон» (Дніпропетровськ). Влітку 2001 року перейшов у донецький «Металург». Не зіграв жодного офіційного поєдинку й через півроку перейшов до «Іллічівця» (Маріуполь), де захищав кольори другої команди клубу. Навесні 2008 року перейшов в оренду до «Фенікс-Іллічовця» (Калініне). Під час зимової перерви сезону 2008/09 років перейшов до «Сталі» (Дніпродзержинськ). Влітку 2009 року виїхав до Молдови, де став гравцем першолігового клубу «Іскра-Сталь». По завершенні сезону 2009/10 років повернувся до України, де підсилив «Полтаву». Влітку 2011 року знову виїхав до Молдови, де підсилив ФК «Тирасполь». Під час зимової перерви сезону 2013/14 років залишив молдовський клуб. Першу частину сезону 2013/14 років виступав за черкаський «Славутич». Після цього грав за аматорські клуби ВПК-Агро, УВД (Дніпропетровськ), «Ольвія» (Чкалово), «Скіф» (Дніпро) та «Енергія» (Дніпро).

## Досягнення

### Клубні
- Національний дивізіон Молдови
  -  Срібний призер (1): 2010
  -  Бронзовий призер (1): 2013

- Кубок Молдови
  -  Володар (1): 2013

- Суперкубок Молдови
  -  Фіналіст (1): 2013